# بيل بيل (لاعب كرة قدم أمريكية)
بيل بيل (بالإنجليزية: Bill Bell)‏ هو لاعب كرة قدم أمريكية أمريكي، ولد في 9 ديسمبر 1947 في فورت نوكس في الولايات المتحدة.

## وصلات خارجية
- بيل بيل على موقع مرجع كرة القدم المحترفة.كوم (الإنجليزية)
- بيل بيل على موقع JustSportsStats.com (الإنجليزية)
- بيل بيل على موقع كلية كرة القدم في سبورتس رفرنس.كوم (الإنجليزية)